# Lino Cannavacciuolo
Lino Cannavacciuolo (Pozzuoli, 19 aprile 1964) è un violinista e compositore italiano.
Ha lavorato in teatro con Peppe Barra, Luca De Filippo e Roberto De Simone. Ha fondato nel 1990 il gruppo "Solis String Quartet". Ha collaborato, fra gli altri, con Pino Daniele, Lucio Dalla, Ron, Elena Ledda, Adriano Celentano, Edoardo Bennato  e Claudio Baglioni.

## Biografia
Originario di Pozzuoli, manifesta fin da bambino l'interesse per la musica quando accompagnando il padre, musicista per passione, inizia a esibirsi con la banda suonando il tamburo.
A undici anni intraprende gli studi in violino al conservatorio San Pietro a Majella di Napoli, diplomandosi sotto la guida dei maestri Giuseppe Prencipe e Angelo Gaudino. 
Precoce e prestigioso il suo debutto da professionista; nel 1981 viene scritturato dalla compagnia di Luca De Filippo per lo spettacolo La donna è mobile, con la regia di Eduardo De Filippo; nello stesso anno con lo spettacolo Peppe e Barra avviene l'incontro con l'attore e cantante Peppe Barra che si rivelerà in seguito fondamentale per entrambi. 
Dal 1982 al 1985 si esibisce in varie formazioni orchestrali e da camera. Dal 1986 al 1988 partecipa agli spettacoli con la regia di Roberto De Simone Io canto in discanto, Carmina Vivianea, Cantata di Natale, Pulcinella di Igor Strawinsky e  La gatta cenerentola. 
Collabora col compositore Antonio Sinagra per gli spettacoli di Luca De Filippo. 
Nel 1990 partecipa a numerosi concerti con la formazione Media Aetas diretta da Roberto De Simone. 
La sua competenza e versatilità gli permette di spaziare in diversi contesti musicali e collaborare alle produzioni di Pino Daniele, Claudio Baglioni, Adriano Celentano ed Edoardo Bennato.
Nel 1996 riprende la collaborazione con Peppe Barra divenendo l'artefice di una nuova e intensa stagione musicale dell'attore-cantante. Il loro connubio darà vita alle produzioni discografiche e teatrali: Il borghese gentiluomo, Guerra, Mareamare, Peppe Barra in concerto, Il Decamerone, La cantata dei Pastori.
Le numerose collaborazioni non gli impediscono di elaborare progetti individuali, nel 1999 il CD Aquadia lo vede compositore, arrangiatore ed esecutore. Questo esordio accolto favorevolmente dalla critica e dal pubblico lo stimolerà a proseguire in questa direzione.
Nel 2002 viene pubblicato il suo secondo lavoro Segesta. Molto apprezzato dalla critica è stato ristampato dall'etichetta francese George V, inserito nella collana Buddha Bar e distribuito con successo in tutto il mondo.Nel 2004 realizza il concerto e CD Ca'Na' un lavoro commissionato dalla Venice Foundation ispirato agli affreschi dei Pulcinella di Tiepolo.
Nel 2005 compone, produce e cura gli arrangiamenti del disco Amargura della cantante Elena Ledda. Nello stesso anno si esprime nella colonna sonora del lungometraggio Mater Natura, regia di Massimo Andrei, presentato alla XX Settimana internazionale della critica di Venezia, che si aggiudica il Premio XX Settimana Internazionale della Critica, il Premio Fedic 2005 e il Premio Isvema 2005.
Dal 2006 inizia una lunga collaborazione con la Rai facendo per molti anni colonne sonore per fiction e film tv.
Del 2010 l’album Pausilypon di cui la traccia Tanos entrerà a far parte della colonna sonora del film Napoli Velata di Ferzan Ozpetek.
Nel 2023 inizia una proficua collaborazione col regista napoletano Davide Iodice componendo le musiche degli spettacoli teatrali: Vizita (2023) vincitore di diversi premi, Dererum Natura (2024) e Faust (2024), da cui sono stati tratti altrettanti album.
In questi anni prosegue con intensità la produzione discografica con Insight (2016), Lino Cannavacciuolo #6 (2020), Formae (2020) e Duo (2021), Modern Jazz Life (2022), i quali precedono l'ultimo disco del 2023 Via Napoli: una dedica alla propria terra attraverso un percorso cronologico che dal ‘500 giunge ai nostri giorni rivisitando brani di autori diversi.
Nell'arco della sua lunga carriera, numerose e prestigiose le collaborazioni con musicisti di diverse provenienze musicali: Tony Levin, Danilo Rossi, Tullio De Piscopo, Gigi De Rienzo, James Senese, Eugenio Bennato, Alfio Antico, Solis String Quartet, Ernesto Vitolo, Savio Riccardi, Antonio Infantino, Daniele Sepe, Don Moye, Joe Amoruso, Luigi Lai, Enzo Avitabile, Fratelli Mancuso, Lina Sastri, Alan Wurzburger, Gino Evangelista, John Giblin, Jenny Sorrenti, Gabin Debir, Patrizio Trampetti, Dennis Bovell.
Con i suoi spettacoli si è esibito in Italia e all'estero (Russia, Stati Uniti, Francia, Austria, Belgio, Svizzera, Inghilterra, Tunisia, Spagna, Egitto) ospite di grandi e importanti teatri, festival e rassegne.

## Discografia
- Aquadia, Harmony Music (1999)
- Il borghese gentiluomo (2001)
- Segesta (2002); ristampato e distribuito internazionalmente da Buddha Bar
- Ca' Na' (2004)
- La cantata dei pastori (2004)
- Decamerone (2006)
- Pausilypon, Lucky Planets (2010)
- Insight (2016)
- Formae (2020)
- Lino Cannavacciuolo #6 (2020)
- Duo (2021)
- Modern Jazz Life (2022)
- Via Napoli (2023)

## Colonne sonore

### Televisione
- Giuseppe Moscati - L'amore che guarisce, regia di Giacomo Campiotti (2007)
- Crimini,  episodio 1x02, regia di Stefano Sollima (2006)
- La nuova squadra, registi vari (2008-2010)
- Purché finisca bene, stagioni 1 e 2, registi vari (2014-2016)
- Catturandi - Nel nome del padre, regia di Fabrizio Costa (2016)
- La linea verticale, regia di Mattia Torre (2018)

### Documentari
- Un principe chiamato Totò, regia di Fabrizio Berruti (2007)
- Un treno per Auschwitz, regia di Carlo Lucarelli (2008)

### Cinema
- Mater Natura, regia di Massimo Andrei (2005)

### Premi
- il premio E.T.I. gli olimpici del teatro miglior musical la cantata dei pastori (2004)